# Johannes Reftelius
Johannes Petri Reftelius Ostrogothus, född 1659 i Norra Vi socken, Östergötlands län, död 1747, var en svensk professor och rektor för Uppsala universitet.

## Biografi
Johannes Reftelius far, magister Petrus Reftelius, var kyrkoherde i Norra Vi församling, sedermera kontraktsprost, och född i Reftele socken i Växjö stift. Modern Maria var dotter till faderns företrädare i Norra Vi, Nicolaus Svenonis Schepperus. Johannes Reftelius blev vice akademisekreterare i Uppsala 1684, adjunkt där i juridik 1685, och disputerade för Carolus Lundius 1687 med avhandlingen Dissertatio juridica de judiciis. År 1694 utsågs Reftelius till ordinarie akademisekreterare. Han utnämndes 1698 till Johan Schwedes efterträdare som moralium professor (professor i etik), och 1703 till juris romanorum professor (i romersk rätt) vid Uppsala universitet. Erik Castovius övertog professuren i etik. 1708, 1716, 1723, 1731 och 1738 var han rektor för Uppsala universitet. Han tog avsked från universitetet 1739 med titeln lagman, och efterträddes som professor av Daniel Solander d.ä., farbror till Linnés lärjunge Daniel Solander.
Reftelius var musikverksam i Uppsala som musikstipendiat 1680-84 under rector cantus Harald Vallerius och deltog i repetitoner och musiksamkväm hemma hos denne. Han var påtänkt som dennes efterträdare 1690 som rector cantus och vice bibliotekarie men blev ej vald. Han diirigerade en grupp musikanter på en av de tre läktarna i domkyrkan vid Narvafesten 1701.
Reftelius skrev en självbiografi som finns bevarad som handskrift. Han ägde Celsiushuset under början av 1700-talet.
Han var gift med Justina Schultin, som var dotter till Olaus Erici Schult och sondotters dotter till ärkebiskop Nicolaus Olai Bothniensis och tillhörde Bureätten. Deras son Olof Reftelius var kyrkoherde i Uppsala, och far till Johan Martin Reftelius. Dottern Anna Elisabeth var först gift med professor Eric Burman och sedan med professor Anders Boberg. Dottern Maria Justina var gift med sin svågers kusin, Olaus Abrahami Burman.